# Axel Breitung
Axel Breitung (ur. 21 sierpnia 1957 w Rheydt) – niemiecki muzyk, kompozytor i producent. Założyciel i członek popularnej w latach 80. niemieckiej grupy Silent Circle.
W roku 1977 powołał do życia Bishop Studio, w którym to komponuje i produkuje utwory muzyczne. Początkowo jego produkcje nie osiągały popularności. W 1982 na swojej drodze spotkał Thomasa Andersa, któremu napisał dwie niemieckojęzyczne piosenki: „Ich will nicht Dein Leben” i „Ich hatte mal Freunde”, które zostały wydane na singlu. Przełomowym momentem w karierze Axela, był rok 1985, wtedy powstał zespół Silent Circle, oprócz Breitunga, w skład weszli również wokalista Martin Tychsen oraz perkusista Jürgen Behrens, który przyjął pseudonim CC Behrens. Komponowaniem piosenek zajęli się Axel Breitung, Bernd Dietrich, Engelbert Simons. Najbardziej znanymi piosenkami grupy są „Touch In The Night” (największy przebój zespołu oraz jeden z największych hitów muzyki eurodisco), „Moonlight Affair”, „Hide Away-Man Is Comin’!” oraz wiele innych.
Oprócz tego Axel Breitung w latach osiemdziesiątych współpracował m.in. z taki artystami jak:
- Michael Bedford („More Than A Kiss”; „Tonight”)
- Joy Peters („One Night In Love”; „Don’t Loose Your Heart Tonight”)
- Cliff Turner („Moonlight Affair” – cover utworu grupy Silent Circle)
- Mike Mareen („Right Into My Heart”; „The Devil Wins” – jako Amadeus Liszt).
- Shipra („Blinded By The Light”)

Na początku lat 90., rozpoczyna trwającą do dziś, współpracę z DJ BoBo, z którym odnosi ogromny sukces.